# Yvon Douis
Yvon Douis (ur. 16 maja 1935 w Les Andelys, zm. 29 stycznia 2021 w Nicei) – francuski piłkarz, napastnik. Brązowy medalista MŚ 58.
Karierę zaczynał w Lille OSC, gdzie grał w latach 1953–1959. W sezonach 1959–1961 był piłkarzem Le Havre AC, a w latach 1961–1967 AS Monaco. Karierę kończył w AS Cannes (1967–1969). Dwukrotnie był mistrzem Francji, w 1954 z Lille, a w 1963 z Monaco. Zdobywał także krajowy puchar.
W reprezentacji Francji zagrał 20 razy i strzelił 4 bramki. Debiutował 27 listopada 1957 w meczu z Anglią, ostatni raz zagrał w 1965. Kilkakrotnie pełnił funkcję kapitana zespołu. Podczas MŚ 58 zagrał jedynie w meczu o brązowy medal. Francja zwyciężyła RFN 6:3, a Douis zdobył jedną z bramek.